# Dicyemennea bathybenthum
Dicyemennea bathybenthum är en djurart som tillhör fylumet rhombozoer, och som beskrevs av Furuya och Eric Hochberg 2002. Dicyemennea bathybenthum ingår i släktet Dicyemennea och familjen Dicyemidae.
Artens utbredningsområde är Södra Ishavet. Inga underarter finns listade i Catalogue of Life.